# Курганна група «Могили» біля села Гаївка

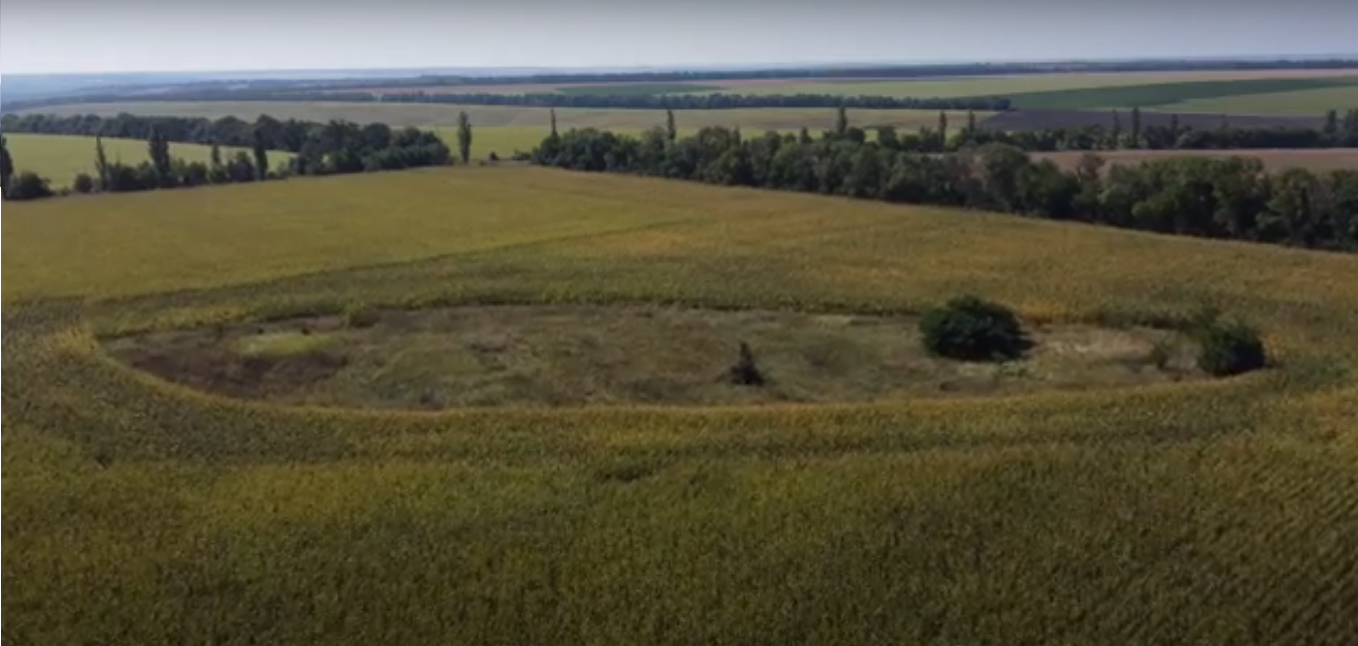
Курганна група "Могили" біля села Гаївка.

Курганна група «Могили» біля села Гаївка — пам'ятка археології у складі чотирьох курганів біля села Гаївка Первозванівської сільської ради Кропивницького району Кіровоградської області.
Місцеві мешканці здавна називають цю курганну групу «мугили», «могили». Вона розташована за 0,8 км на захід від вулиці Різанова села Гаївки, на вододільному плато річки Лозуватки та Сухої балки. Координати центру найбільшого кургану групи № 19 — 48°491510 пн.ш., 32°440877 сх.д.
У складі групи — чотири кургани, що розташовані ланцюжком по вісі схід — захід протяжністю 0,16 км. Чотири насипи зі сходу на захід мають такі розміри (номер/висота/діаметр): № 18/0,8-1,1/40 м, № 19/1,8-2,3/55 м, № 20/0,5-0,7/30 м, № 21/0,2-0,4/28 м. Поверхня та охоронна зона (5 метрів) задерновані.

## Дослідження та охорона

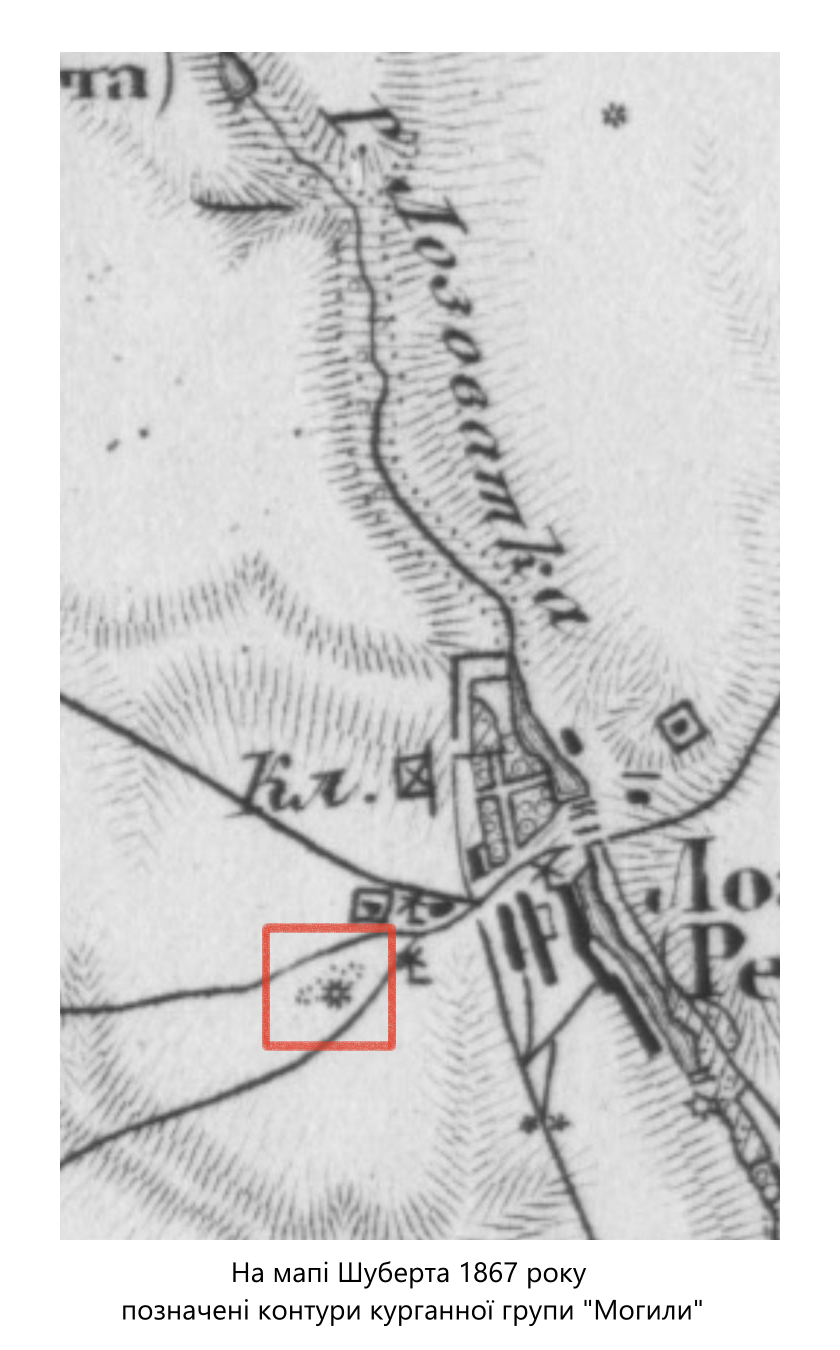
Контури курганної групи "Могили" позначені на мапі Шуберта 1867 року.

Обриси курганної групи вперше позначені на мапі Шуберта 1867 року. Безіменна група могил знаходилася між двох доріг: на південь від них шлях Лозуватка (Різанова) — Клинці, на північ від них дорога Лозуватка (Різанова) — Марівка (нині Макове).
На 1958 рік кургани № 20 та № 21 вже розорювалися тракторами. До 1972 року курган № 18 мав висоту 3 метри. А на найбільшій могилі № 19, яка сягала висоти 5 метрів, стояла кам'яна антропоморфна стела. Перед розорюванням, трактористи відтягли стелу з кургану в найближчу лісосмугу. Архітектор Олександр Доценко бачив кургани № 18 та № 19 до їхнього руйнування і створив ескіз курганів та кам'яної стели на кургані № 19. На 1975 рік усі кургани оралися.
Курганна група «Могили» вперше обстежена 23 березня 2000 року вчителем Гаївської ЗШ І-ІІІ ступенів Василем Доценком. Створена схема і короткий опис могил. На час обстеження усі кургани були під оранкою, два з них було видно здалеку як сферичні насипи, два інші було видно на місці за суглинковим кольором поверхні. На кургані № 18 у борозні було виявлено рештки людського черепа. Було виказано сумнів, чи є у групі п'ятий курган.

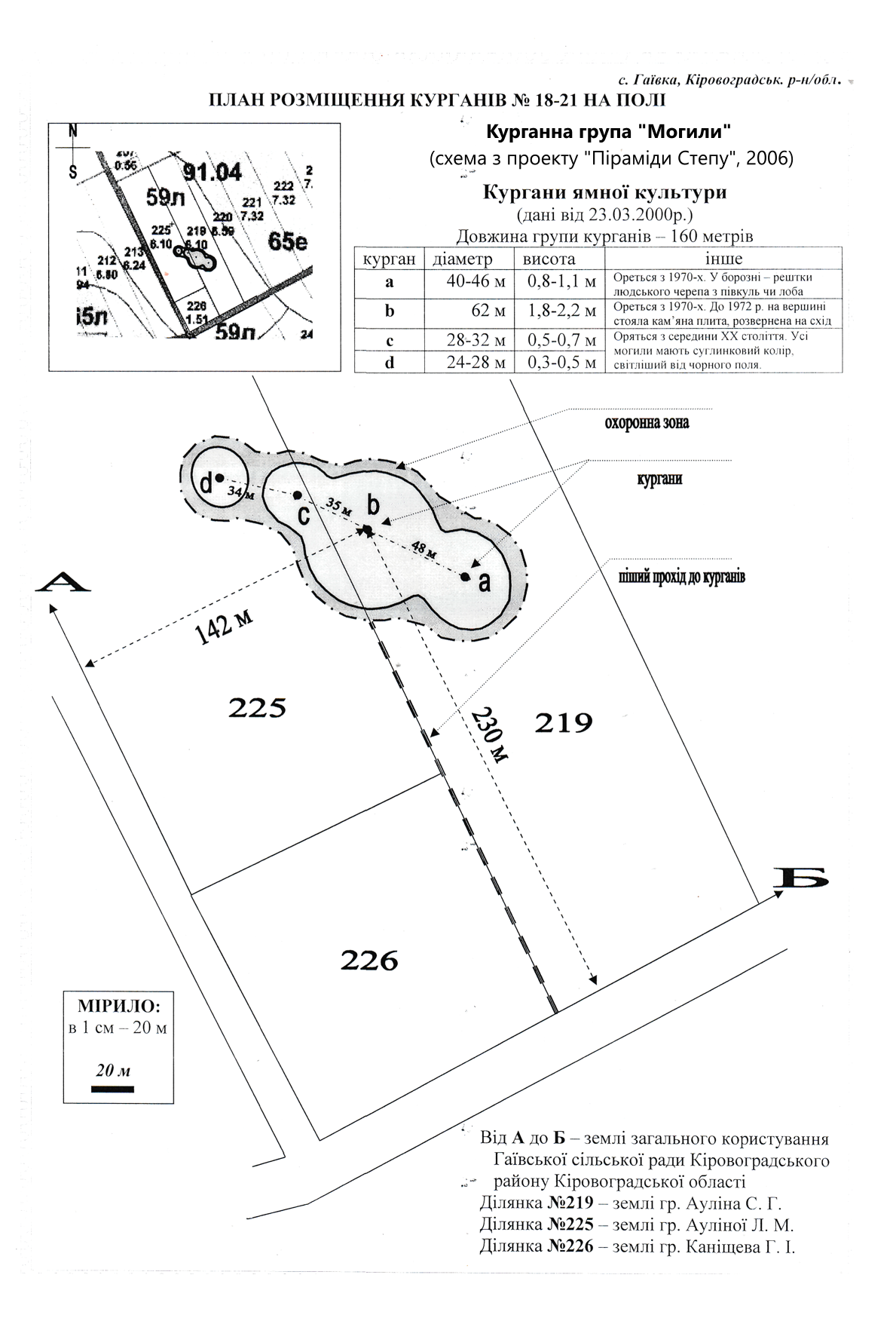
Карта-схема курганної групи "Могили" біля села Гаївка на час обстеження 23.03.2000 року.

Повторно група курганів обстежена археологом, інспектором з охорони нерухомих пам'яток археології, історії та монументального мистецтва, науковим співробітником робочої групи обласної редколегії тому «Звід пам'яток історії та культури України» по Кіровоградській області Олексієм Орликом восени 2001 року. Фахівець визначив, що пам'ятки належать до ямної культури. Результати дослідження Олексія Орлика було надіслано до відділу культури Кіровоградської районної державної адміністрації. Наказом по відділу культури Кіровоградської РДА № 12 від 28 березня 2002 року курганна група «Могили» на території Гаївської сільської ради була взята на облік як нововиявлена пам'ятка археології. Курганній групі було надано номер «ІІІ», курганам — номери 18-21 зі сходу на захід. Гаївському сільському голові та керівнику сільгосппідприємства були направлені листи за підписом заступника голови Кіровоградської РДА «Про забезпечення збереження пам'яток, недопущення передачі земель при розпаюванні у приватну власність та видачі на них Державних актів…» № 1-89/2 від 19 квітня 2002 року.
8 жовтня 2005 року члени Гаївського куреня Українського дитячо-юнацького товариства «СіЧ» огородили дерев'яними стовпчиками найбільшу могилу № 19 і вивели її з-під оранки.

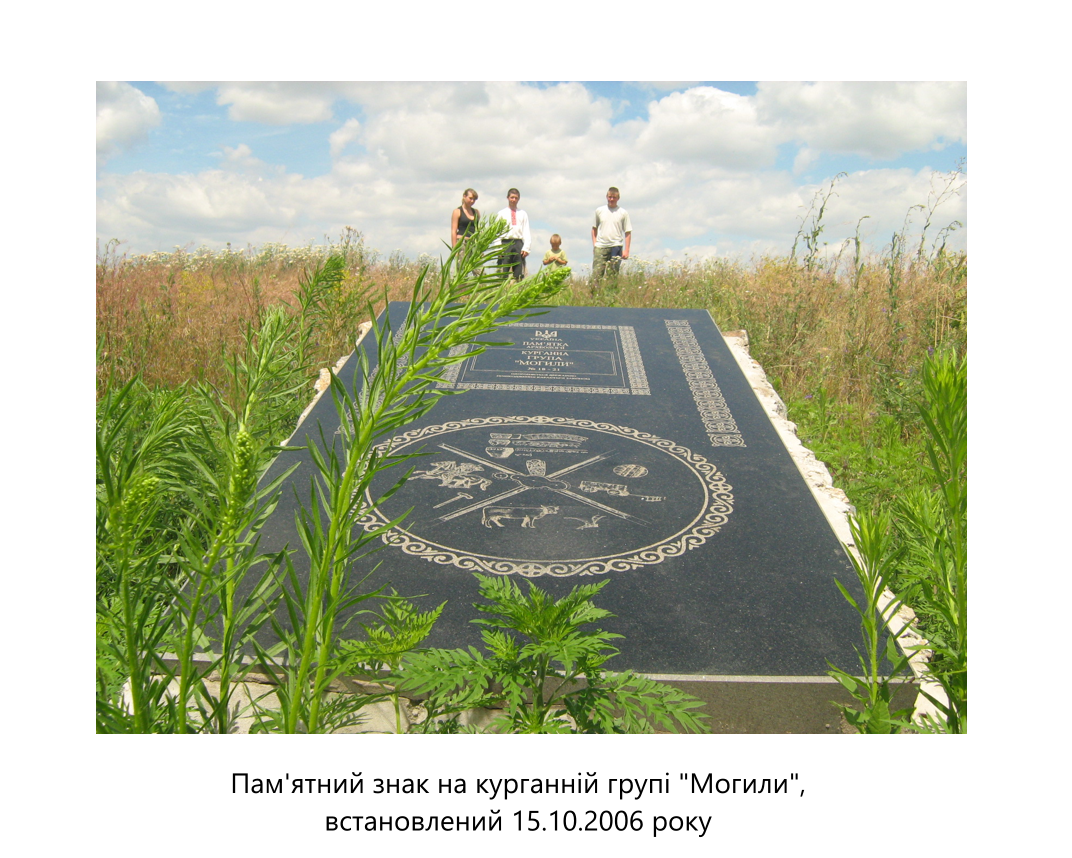
Пам'ятний знак на курганній групі "Могили", встановлений 15.10.2006 року за кошти польського фонду імені Стефана Баторія.

Під час проходження літньої практики учениці 10 класу Гаївської ЗШ І-ІІІ ступенів Юліанна Заверуха та Ганна Каніщева під керівництвом учителя Василя Доценка написали проєкт впорядкування курганної групи № 18-21 «Піраміди Степу». Робота була представлена у Кіровограді (нині Кропивницький) на конкурсі мініпроєктів «Вирішення локальних проблем територіальної громади». Грантова комісія Кіровоградської асоціації «Громадські ініціативи» підтримала проєкт і скерувала 2500 гривень (500 доларів) із Польського фонду імені Стефана Баторія на впорядкування курганної групи «Могили». Таким чином, було повернено кам'яну антропоморфну стелу на курган № 19. А 15 жовтня 2006 року на пам'ятці археології було урочисто відкрито кам'яний пам'ятний знак "Курганна група «Могили». Всі чотири могили курганної групи площею 7668,64 м2 вивели з-під оранки.
З 13 липня 2020 року пам'ятка перебуває в полі уваги всеукраїнського руху "Хранителі курганів". Хранитель курганної групи "Могили" місцевий краєзнавець Доценко Василь.

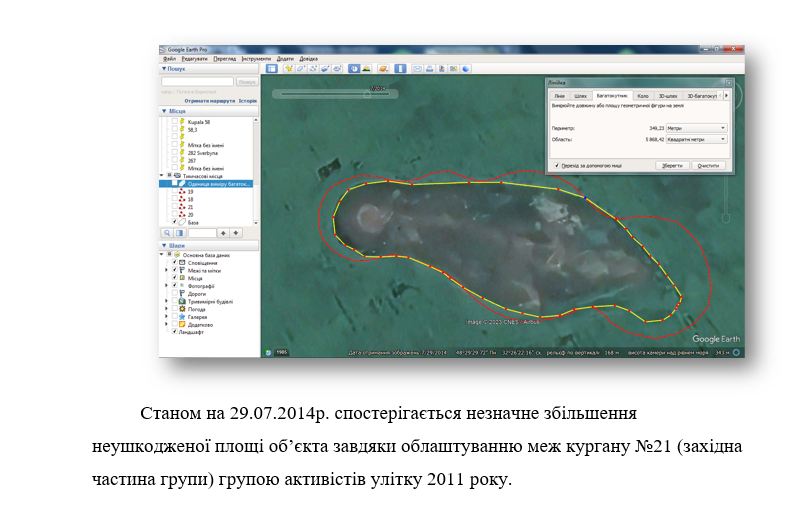
Курганна група "Могили" у кваліфікаційній роботі студента ЦДПУ Доценка Ярослава, 2023 рік.

Динаміка збереження/руйнування території пам'ятки та її охоронної зони була проаналізована в практичній частині роботи студента 3-го курсу Центральноукраїнського державного університету Ярослава Доценка «Деградація земель історико-культурного значення Кіровоградської області на прикладі курганної групи „Могили“ біля села Гаївки за допомогою засобів дистанційного зондування Землі». Протягом 2011—2021 років 24-35 % відсотків території пам'ятки зазнавали руйнувань сільськогосподарською технікою. Переважно були ушкоджені охоронна зона курганів № 18-20 та східна частина пам'ятки, а саме курган № 18.
2021 року помічено, положення курганної групи «Могили» відносно інших курганів у місцевості свідчить про те, що пам'ятка може бути частиною пригоризонтної обсерваторії.
1 липня 2024 року волонтери за координації голови Первозванівської сільської ради з погодженням представника орендаря повністю відновили охоронні межі пам'ятки.

## Відомі гості
Курганну групу «Могили» відвідали:
- Микола Сухомлин (26.06.1940 р.н.) — державний діяч, академік, голова Кіровоградської обласної ради. Відвідав пам'ятку у жовтні 2006 року перед відкриттям пам'ятного знака.
- Михайло Слабошпицький (28.07.1946-30.04.2021) — літературознавець, дитячий письменник, лауреат Шевченківської премії. Відвідав пам'ятку 25 січня 2007 року після зустрічі з читачами в Гаївській школі.

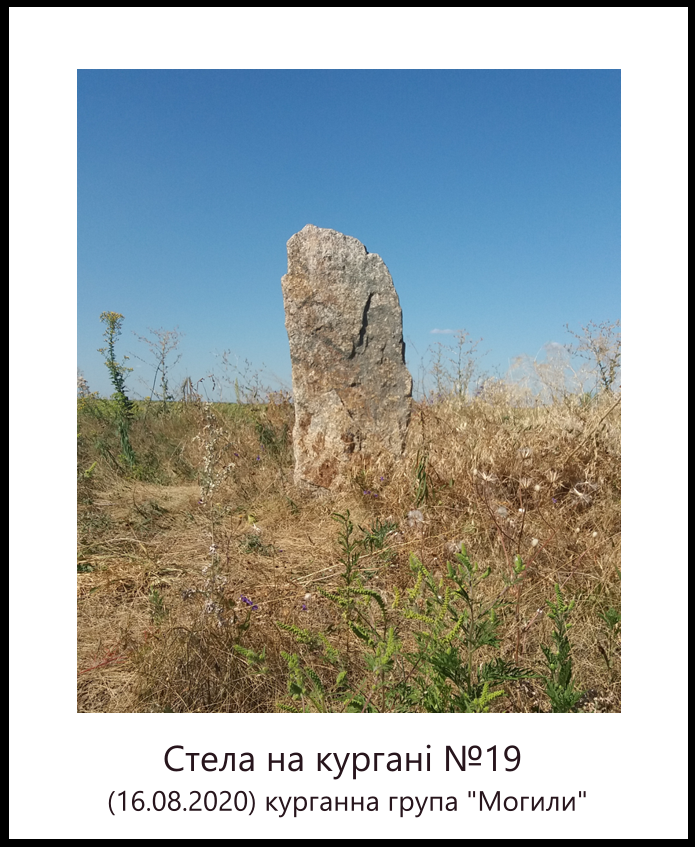
Антропоморфна стела на кургані №19 курганної групи "Могили".

- Василь Бондар (15.01.1954 р.н.) — український письменник, громадський діяч, Заслужений журналіст України. Відвідав пам'ятку 25 січня 2007 року після зустрічі з читачами в Гаївській школі.
- Роман Бойко «Чуб» (24.09.1983-22.02.2020) — громадський діяч, волонтер, один із засновників Кропивницького осередку УДЮТ «СіЧ». Відвідав пам'ятку 24 квітня 2007 року під час теренової гри «Визволення Роксолани», яку організував Гаївській курінь Українського дитячо-юнацького товариства «СіЧ».

## Матеріали про пам'ятку
— Доценко Василь. Стаття "Там, де спить воля" // Газета „Вечірній Кіровоград”. – 18.05.2001. – С.14 
— Доценко Василь. Пісня Весни, село, духовний центр Всесвіту. // літературний часопис «Вежа» (Кіровоград) - №19, 2006 рік 
— Доценко Василь. Виступ «Піраміди степу (збереження степових курганів у Гаївській сільській раді)». — Кіровоградська історико-краєзнавча конференція (КОІППО імені Сухомлинського). — Кіровоград (11.09.2006). 
— Доценко Василь. Стаття "Гаївка — подорож до пірамід". // Газета «100-й округ». — Кіровоград (15.09.2006).
— Доценко Василь. Виступ «Піраміди степу (археологічні пам’ятки на території Гаївської громади)». — ІV обласні краєзнавчі Куценківські читання, — Кіровоград (15.02.2011).
— Відео «Гаївка: від початку до сьогодення» (12.09.2021).
— Доценко Василь. Стаття «Тисячолітня пам’ятка буде збережена?», сайт Кропивницький час-тайм (28.02.2022).
— Відео «Гайда на КУРГАНИ! Екскурсія до курганної групи „Могили“, Кропивниччина» (15.09.2023).
— Доценко Ярослав. Розділ «Деградація земель історико-культурного значення Кіровоградської області на прикладі курганної групи „Могили“ біля села Гаївки за допомогою засобів дистанційного зондування Землі» // Доценко Ярослав (студент 3 курсу, групи Г20Б, спеціальність «Географія», ЦДПУ ім. В.Винниченка, керівник Онойко Юрій). Кваліфікаційна робота «Дослідження рельєфу засобами дистанційного зондування Землі». — Кропивницький, 2023.
— Стаття «Команда проєкту “Загублений світ” на Кіровоградщині знімає фільм про витоки цивілізації», сайт Кропивницький час-тайм (01.07.2024).